# Ivan Bonus
Ivan Bonus (Stari Slankamen, 4. ožujka 1943. - Zagreb, 24. travnja 2013.) bio je hrvatski književnik iz Srijema, a djelovao je i u Zagrebu.

## Životopis
Rođen je 4. ožujka 1943. u Starom Slankamenu od oca Josipa i majke Jelene rođ. Nerandžić. Odrastao je u rodnom Srijemu, a kao vrlo mlad počinje samouko pjevati i pisati stihove. Kao jedino muško dijete u obitelji, bavio se poljoprivredom, i zbog toga završio samo osnovnu školu.

### Početak djelovanja
Sa 17 godina uključuje se u rad Kulturno-umjetničkog društva „Stjepan Radić“ (danas Hrvatsko kulturno prosvjetno društvo "Stjepan Radić") u Novom Slankamenu.  Kroz dramsku i glazbenu sekciju počinje njegovo javno djelovanje. U istom društvu kasnije osniva literarnu sekciju. Odglumio je mnoštvo uloga u dramama i raznim skečevima, a pjevajući pred publikom je postao je vrsni amaterski zabavljač. Skladao je i nekoliko tamburaških pjesama koje je izvodio KUD „Stjepan Radić“.

### Političko djelovanje
Sudjelovao je u osnivanju Demokratskog saveza Hrvata u Vojvodini u Subotici i bio član njegova Vijeća. Bio je i osnivač Ogranka DSHV-a u Slankamenu. Nakon raspada SFR Jugoslavije, na prvim parlamentarnim izborima bio je kandidat te stranke. Nedostajalo mu je 13 glasova za ulazak u Narodnu skupštinu Jugoslavije.
Zbog prijetnje ubojstvom bio je prisiljen odseliti se u Zagreb 1991. Iste godine, 28. prosinca sudjeluje u osnivanju Zajednice protjeranih Hrvata iz Srijema, Bačke i Banata, te Zavičajnog kluba Slankamenaca. Jedno vrijeme bio je glavni tajnik Zajednice, te član Glavnog odbora, najvišeg tijela Zajednice (skoro do svoje smrti).

### Kulturno djelovanje
Bio je član Uredničkog vijeća časopisa „Zov Srijema“ te njegov stalni kolumnist. Pisao je i za glasilo Zavičajnog kluba Hrtkovčana „Gomolava“ kao i druge listove zavičajnog karaktera. Godinama je nastupao na kulturnoj manifestaciji "Đakovački vezovi". Jedan je od osnivača Sijela pisaca Slavonije, Baranje i Srijema. Sjedište Sijela je bilo u Đeletovcima, a u čast pučkog pjesnika Tune Gavranovića, a izdali su i zbirku pjesama „Pjesniče naroda mog“ koja je svojevrsna zbirka svih pjesnika sudionika sijela.
Za vrijeme ratnih 1990-ih godina bio je hrvatski dragovoljac s perom u ruci i nastupao je diljem Hrvatske. Na poziv Udruge hrvatskih dragovoljaca Domovinskog rata 1994. proputovao je i nastupio diljem Hrvatske.
U povodu Dana neovisnosti Republike Hrvatske predsjednik Republike Hrvatske dr. sc. Ivo Josipović odlikovao ga je 11. listopada 2012. godine Redom hrvatskog pletera za izniman i uspješan doprinos u promicanju razvitka i unapređivanju tradicijskih vrijednosti i baštine protjeranih Hrvata te očuvanju vlastitog kulturnog identiteta u širokoj lepezi hrvatske kulture.

## Djela
U svom književnom opusu izdao je 22 knjige, a najveći dio predstavljaju pjesme.
- Miris oranice (Inđija, 1979.)
- Sremica (Beograd, 1988.)
- Bitka kod Slankamena (Zagreb, 1991.)
- Rodila mi se mati (Čakovec, 1992.)
- Vapaj domovine (Zagreb, 1993.)
- Sunce moje malo (Zagreb, 1995.)
- Progonstvo naše (Zagreb, 1995.)
- Uskrsnuće (Biblioteka Srijemski Hrvat, Zagreb, 1996.)
- Vinovita (Zagreb, 1997.)
- Sretan vam Božić, anđeli (Zagreb, 1998.)
- Prosuti biseri (Zagreb, 2000.)
- Čemer u grlu (Zagreb, 2000.)
- A zašto, Visosti?! (Zagreb, 2002.)
- Cvjetići ljubavi (Zagreb, 2003.)
- 10 000 godina Hrvata (Zagreb, 2006.)
- Sesvetski oblak (Zagreb, 2006.)
- Pleter (Zagreb, 2008.)
- Hrvatski usud i Vinovita (Biblioteka »Srijemski Hrvat«, Zagreb, 2010.)
- Sretan vam Uskrs, sunca moja mala (Zagreb, 2011.)
- Uskrsnuće (2. nadopunjeno izdanje, Zagreb, 2011.)
- Moj voljeni i kićeni Srijeme (Biblioteka »Srijemski Hrvat«, Zagreb, 2011.)
- Naši biseri (Biblioteka »Srijemski Hrvat«, Zagreb, 2012.)

Njegova djela su mu stvorila mjesto u antologiji u izboru Dubravka Horvatića i Stjepana Sučića Dunav u hrvatskom pjesništvu od srednjovjekovlja do danas iz 2005. te u antologiji Hrvatska riječ u Srijemu : antologija srijemskih pisaca , Dubravka Horvatića i inih suradnika, iz 1995.